# 布拉特基夫齊 (季斯梅尼齊亞區)
48°48′40″N 24°43′26″E / 48.81111°N 24.72389°E
布拉特基夫齊（烏克蘭語：Братківці），是烏克蘭西部的村莊，隸屬伊萬諾-弗蘭科夫斯克州的伊萬諾-弗蘭科夫斯克區。該村始建於1427年，面積16.6平方公里，2022年人口2,301，人口密度每平方公里142人。